# ويلبر كنور
ويلبر كنور (بالإنجليزية: Wilbur Knorr)‏ هو رياضياتي وفيلسوف ومؤرخ وأستاذ جامعي أمريكي، ولد في 29 أغسطس 1945 في بروكلين في الولايات المتحدة، وتوفي في 18 مارس 1997 في بالو ألتو في الولايات المتحدة بسبب سرطان.